# Finsko-permské jazyky
Finsko-permské jazyky tvoří spolu s ugrickými jazyky ugrofinskou větev uralských jazyků. V tradiční taxonomii uralských jazyků se odhaduje, že se Finsko-permské jazyky oddělily od Ugrofinské větve okolo 3000 - 2500 let př. n. l. a rozdělily se na permské a finsko-volžské jazyky okolo roku 2000 př. n. l.

## Klasifikace
- Finsko-permské jazyky
  - Permské
    - Komijské jazyky
      - Komi-zyrjanština
      - Komi-permjačtina

    - Udmurtština (voťáčtina)

  - Finsko-volžské jazyky (finsko-marijské)
    - Marijské
      - marijština (čeremiština)

    - Mordvinské
      - Erzja
      - Mokša

    - Vymřelé finsko-volžské jazyky s nejistým zařazením
      - Merja
      - Muromština
      - Meščerština

    - Finsko-laponské jazyky (finsko-sámské)
      - Sámské jazyky (laponské)
        - Západosámské
          - Jižní sámština
          - Umejská sámština - téměř vymřelá
          - Lulejská sámština
          - Pitejská sámština - téměř vymřelá
          - Severní sámština

        - Východosámské
          - Kainuuská sámština - vymřelá
          - Kemská sámština - vymřelá
          - Inarská sámština
          - Akkalská sámština (babinská) - poslední mluvčí zemřela 29. 12. 2003
          - Kildinská sámština
          - Skoltská sámština
          - Terská sámština - téměř vymřelá

      - Baltofinské jazyky
        - Estonština
          - Estonština
          - Jižní estonština
            - Võro
            - Seto

        - Finské
          - Finština
          - Meänkieli
          - Kvenština
          - Ingrijská finština

        - Ingrijština (ižorština) - téměř vymřelá
        - Karelština
          - Karelština
          - Ludičtina
          - Livvi (oloněcká karelština, oloněčtina)

        - Livonština
        - Vepština
        - Votština - téměř vymřelá